# Costabeorchia
Costabeorchia (Cueste Beorcje in friulano), è una località del comune di Pinzano al Tagliamento.
Si trova sulle pendici del monte Molimes, ad un'altitudine di circa 310 metri sul livello del mare.
Il toponimo è un composto di "costa", con il significato di "fianco di montagna" e "beorchia", con il significato di "bivio, biforcazione".

La frazione è composta da 3 diverse borgate: Costabeorchia, formata dalle case che si trovano lungo la strada che scende verso il capoluogo Pinzano, Molime, formata dalla parte alta della frazione e infine Borgo Villa, rappresentata dalla parte più bassa costruita in seguito al terremoto del 1976.

## Geografia fisica

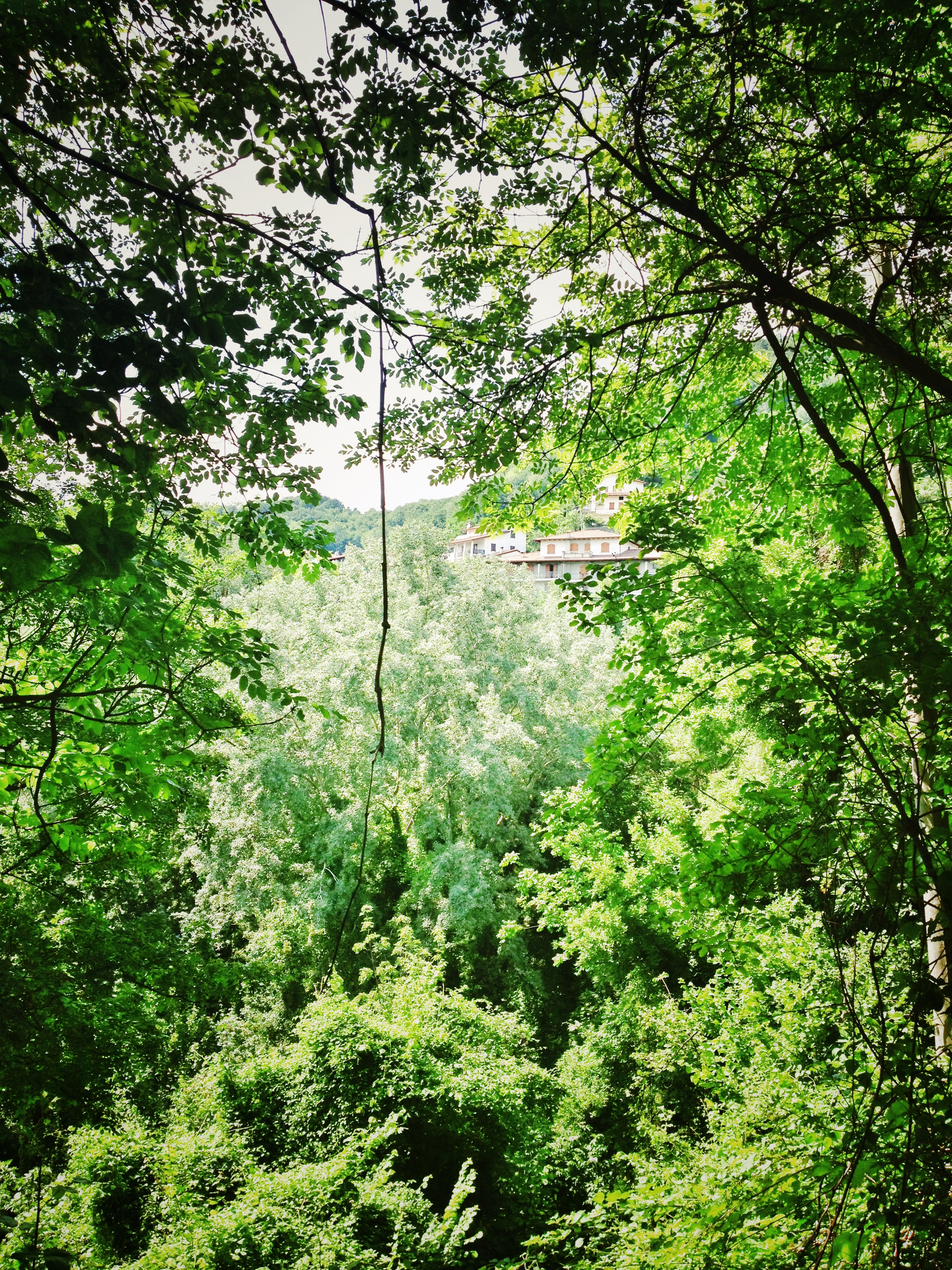
Costabeorchia dai boschi circostanti

La località si estende sulle pendici meridionali del Monte Molimes, nei pressi della vallata del torrente Gerchia. L'abitato, originariamente arroccato vicino alla sommità del colle, si è in seguito sviluppato anche più in basso, nell'attuale area residenziale di Borgo Villa, costruita interamente in seguito al terremoto del 1976, e composta principalmente da case di vacanza e villeggiatura.
Tutta l'area dei boschi circostanti è molto franosa, e questo provoca spesso smottamenti che lasciano la località isolata e che in certi casi hanno anche minacciato le abitazioni dei residenti.

## Storia
Un tempo nota per la qualità della frutta e del vino prodotti, il poeta venzonese Nicolò Morlupino nel Cinquecento si prodigò con questi versi a difendere il vino locale: "... A di chiul vin di Dregh tant preseat / Di che Queste bevorchie sot Pinzan / No see bon, ch'un chiaval chu puarte gran / No havare a chest mut strafevellat ..." ("... A dire che il vino di Dregh tanto pregiato / Di quella Costabeorchia sotto Pinzano / Non sia buono; che un cavallo da soma / Non avrebbe straparlato in questo modo ..."). La chiesetta di Santa Teresa, fortemente voluta dalla comunità locale nel secondo dopoguerra, venne realizzata nel 1954, e vi si celebrava messa ogni domenica. Purtroppo venne distrutta dal terremoto del 1976, e mai più ricostruita. Costabeorchia comprende anche le località di La Vile e Molimes: curiosamente quest'ultima sconfina in parte nel contiguo comune di Castelnovo del Friuli, a causa del fatto che il confine fra i due comuni non corrisponde alla valle del torrente Gerchia. A sud di Costabeorchia, abbandonata nel bosco, si trova anche la località Samontan.

## Economia

### Turismo

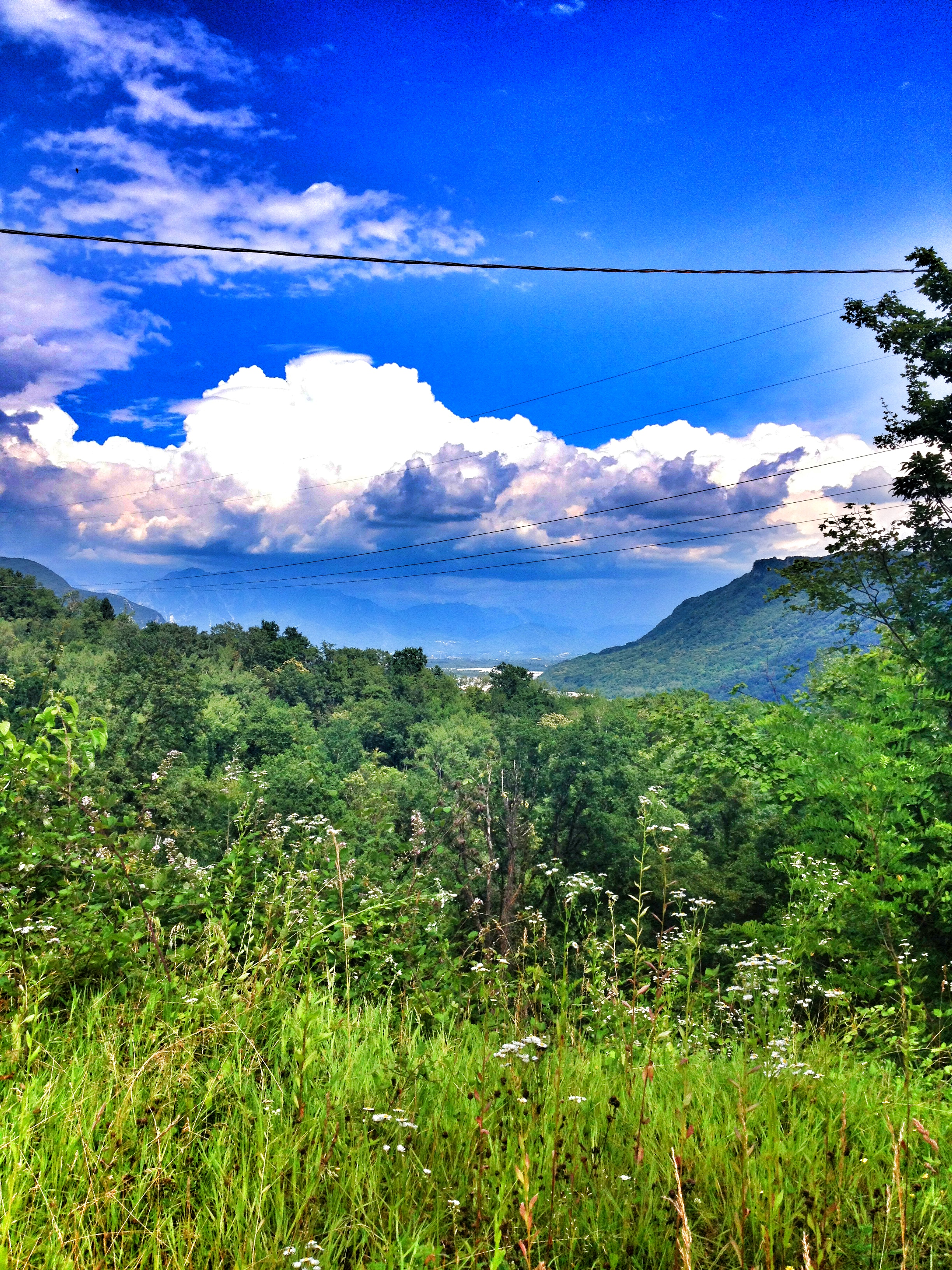
Il fiume Tagliamento visto da Costabeorchia

Per le sue caratteristiche di tranquillità e per il suo essere particolarmente isolata, ma anche per le sue bellezze naturalistiche ed ambientali, Costabeorchia rappresenta una meta per diversi turisti che amano la vita a contatto con la natura.
Nei pressi della località vi sono vigneti ed aziende che producono frutta, specialmente mele.
Sono presenti molte seconde case, utilizzate per le vacanze, nella zona di Borgo Villa.